# استماع الآلة
استماع الآلة أو استماع الحاسوب هو المجال العام لدراسة خوارزميات وأنظمة تفسير الصوت بواسطة الآلات. نظرًا لأن فكرة ما يعنيه أن «تسمع» الآلة واسعة جدًا وغامضة، فإن استماع الحاسوب يحاول الجمع بين العديد من التخصصات التي تعاملت في الأصل مع مشاكل محددة أو كان لها تطبيق منظور. تحدث المهندس باريس سماراجد ، الذي قابلته مجلة مراجعة التقانة، عن هذه الأنظمة — «برنامج يستخدم الصوت لتحديد موقع الأشخاص الذين يتحركون عبر الغرف، أو مراقبة الآلات بحثًا عن أعطال وشيكة، أو تنشيط كمرات المرور لتسجيل الحوادث.»